# Arnhem
Arnhem (deutsch Arnheim) ist eine Stadt in den Niederlanden. Sie ist Hauptstadt der Provinz Gelderland. Arnhem liegt am Nederrijn, einem relativ kurzen Abschnitt des Rheins nach der Rheinteilung, bei der die Waal und der Nederrijn, der spätere Lek, entstehen.

## Geschichte
Arnhem entstand an einer Anhöhe in der Nähe der IJssel an der Kreuzung der Handelsstraßen zwischen Utrecht, Nijmegen und Zutphen. Erst seit der Änderung des Rheinverlaufs um 1500 liegt Arnhem an diesem Fluss.

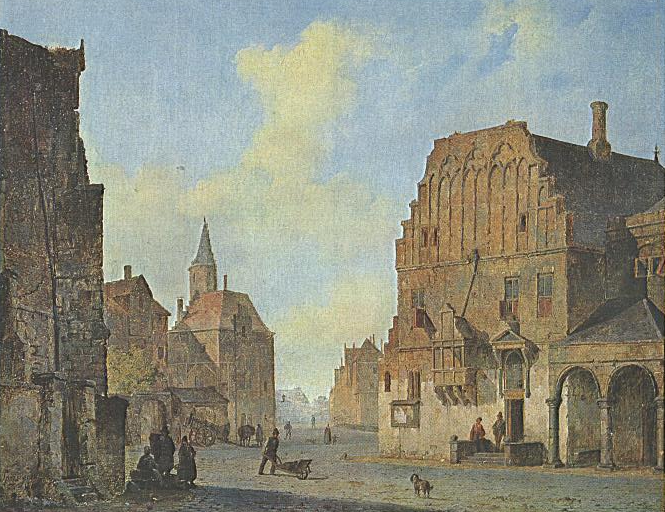
Arnhem, Altes Rathaus um 1850

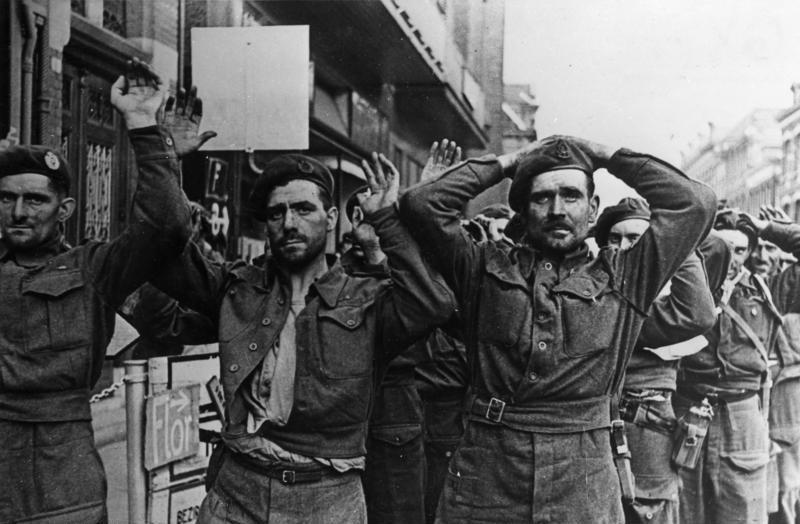
Arnhem, September 1944

Arnheim erscheint 893 im Prümer Urbar. Der recht umfangreiche Prümer Besitz dort gruppierte sich um die Pfarrkirche, die bis zur Reformation in Besitz der Abtei Prüm blieb. Im Jahr 1233 erteilte Graf Otto II. von Geldern Arnhem das Stadtrecht. Im 15. Jahrhundert zählte die Stadt rund 4000 Einwohner und erhielt Stadtmauern und Türme zur Verteidigung. Die Stadt wurde 1473 von Karl dem Kühnen von Burgund erobert und kam 1543 mit dem ganzen Herzogtum Geldern an Kaiser Karl V., ehe sie 1585 von den Holländern eingenommen wurde und an die Republik der Niederlande fiel. Im Holländischen Krieg war Arnhem von 1672 bis 1674 von französischen Truppen besetzt, ebenso in den Koalitionskriegen von 1795 bis 1813, wobei Arnhem ab 1811 Hauptstadt des Départements Yssel-Supérieur war. Am 30. November 1813 wurde die Stadt von preußischen Truppen unter Bülow befreit und fiel wieder an die Niederlande zurück (→ Sturm auf Arnheim 1813).
Um 1850 lebten etwa 9.000 Menschen in Arnhem. Damals wurde die Region um Arnhem und Nijmegen ein beliebter Wohnsitz des Großbürgertums aus den westlichen Provinzen der Niederlande. In der Folge wurden repräsentative Parkanlagen geschaffen, denen die Stadt noch heute den Beinamen „Parkstadt“ verdankt. Parks wie Sonsbeek und Zijpendaal (im Norden der Stadt) prägen das Stadtbild.
Im Jahre 1929 wurde die Prüfstelle der Elektroindustrie KEMA in Arnhem gegründet.
Im Mai 1940, neun Monate nach Beginn des Zweiten Weltkriegs, besetzte die Wehrmacht im ersten Teil des Westfeldzugs die drei Benelux-Staaten. Der Großteil der Niederlande war bis zum Frühjahr 1945 besetzt.
Im September 1944 versuchten westalliierte Streitkräfte, im Rahmen der Operation Market Garden die Brücke von Arnhem über den Rhein zu erobern, um sich so einen Weg nach Deutschland zu bahnen. In einem ihrer letzten siegreichen Kämpfe konnte die Wehrmacht die Schlacht jedoch für sich entscheiden, was zum Scheitern der alliierten Operation „Market Garden“ beitrug. Durch diese Schlacht wurde die Stadt schwer beschädigt. Nach der Schlacht zwang die Wehrmacht die damals 95.000 Einwohner, die Stadt zu verlassen.

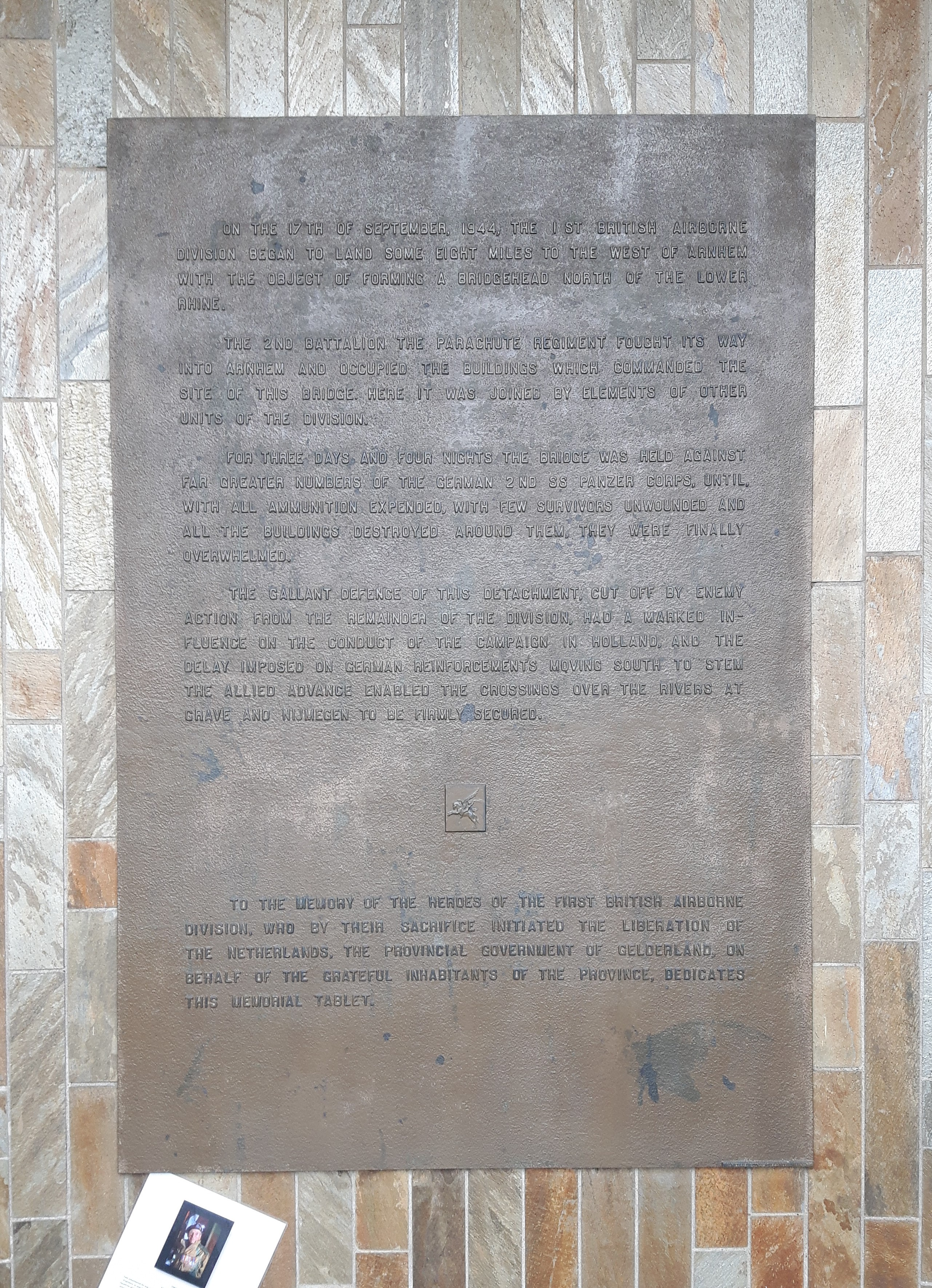

Am 16. September 1978 wurde die älteste und bekannteste Rheinbrücke in John-Frost-Brücke umbenannt, nach dem britischen, damaligen Oberstleutnant John Frost, der 1944 während der erfolglosen Offensive jenes Bataillon kommandierte, das als einziges die Brücke erreichte und den nördlichen Teil vier Tage lang verteidigte. Eine Gedenktafel erinnert an die Schlacht und ihre vielen Opfer.
Nach dem Krieg folgte ein dynamischer Wiederaufbau. Die Bevölkerung der Stadt wuchs jahrzehntelang.
Als einzige Stadt der Niederlande hat Arnhem ein Trolleybusnetz (Oberleitungsbus Arnhem), was der Stadt heute den Beinamen „Trolleystad“ verleiht.

## Politik
Seit dem 1. September 2017 ist Ahmed Marcouch (PvdA) Bürgermeister der Gemeinde.
Das Kollegium besteht für den Zeitraum bis 2022 aus Mitgliedern der Parteien GroenLinks, VVD, D66 und PvdA. Sie wurden im Rahmen einer Ratssitzung am 17. Mai 2018 berufen. Folgende Personen gehören zum Kollegium und sind in folgenden Bereichen zuständig:
| Name                | Partei     | Ressort |
| ------------------- | ---------- | --- |
| Cathelijne Bouwkamp | GroenLinks | Nachhaltigkeit, Grün, Raumordnung und Umweltgesetz, öffentlicher Raum, Asyl- und Flüchtlingsangelegenheiten, Tierwohl, Projekt: östliches Stadtzentrum, Beigeordnete für die Stadtteile Centrum, Spijkerkwartier, Arnhems Broek |
| Roeland van der Zee | VVD        | Immobilien, Grundprobleme, Mobilität, Pflege, Projekte: Blauwe Golven, Stadsblokken-Meinerswijk, Arnhem Centraal, Coehoorn, Beigeordneter für die Stadtteile Elden, De Laar |
| Hans de Vroome      | D66        | Kultur und Erbgut, Bildung, Jugend und -hilfe, Veranstaltungen, Tourismus und Erholung, privater Lebensbereich, Projekte: Innenstadt, Gele Rijdersplein/Jansbeek oberhalb des Wassers, südliches Stadtzentrum, Beigeordneter für die Stadtteile Schaarsbergen, Burgemeesterswijk/Hoogkamp, St. Marten, Sonsbeek, Klarendal, Klingelbeek, Heijenoord-Lombok |
| Martien Louwers     | PvdA       | Arbeit und Einkommen, Stadtviertel-Steuerung und -angelegenheiten, Schulddienstleistung, soziale Inklusion, Wohl, Bürgerbeteiligung, Beigeordnete für die Stadtteile Presikhaaf Oost, Presikhaaf West, Rijkerswoerd, Kronenburg, Vredenburg |
| Ronald Paping       | GroenLinks | Finanzen, Wohnen, Armutspolitik, Erlaubnis und Beibehaltung, Projekt: Malburgen, Park Lingezegen, Beigeordneter für die Stadtteile Malburgen Oost, Malburgen West, Schuytgraaf, Elderveld |
| Jan van Dellen      | VVD        | wirtschaftliche Angelegenheiten/Erwerb, Sport, öffentliche Dienstleistung, Automatisierung, Personal und Organisation, Bewirtschaftung, Kommunikation, Projekt: Kleefse Waard, Beigeordneter für die Stadtteile Alteveer/’t Cranevelt, Monnikenhuizen, Geitenkamp, Velperweg en omgeving                                                                   |

Das Amt des Gemeindesekretärs wird seit dem 1. Juni 2022 von Jan Herman de Baas ausgeübt.

### Sitzverteilung im Gemeinderat
- SP: 2
- PvdD: 3
- PvdA: 0
- GL: 7
- D66: 5
- Volt: 2
- AC: 4
- AOP: 1
- VVD: 5
- CDA: 2
- CU: 1
- DENK: 2
- FvD: 1
- PVV: 1

Der Gemeinderat wird seit 1982 folgendermaßen gebildet:
| Partei                   | Sitze a | Sitze a | Sitze a | Sitze a | Sitze a | Sitze a | Sitze a | Sitze a | Sitze a | Sitze a | Sitze a |
| Partei                   | 1982    | 1986    | 1990    | 1994    | 1998    | 2002    | 2006    | 2010    | 2014    | 2018    | 2022    |
| ------------------------ | ------- | ------- | ------- | ------- | ------- | ------- | ------- | ------- | ------- | ------- | ------- |
| GroenLinks               | –       | –       | 4       | 4       | 5       | 4       | 4       | 5       | 4       | 7       | 7       |
| D66                      | 2       | 2       | 7       | 7       | 2       | 2       | 1       | 4       | 8       | 5       | 5       |
| VVD                      | 10      | 7       | 6       | 6       | 7       | 6       | 5       | 6       | 4       | 6       | 5       |
| Arnhem Centraal b        | –       | –       | –       | –       | 3       | 5       | 3       | 3       | 2       | 3       | 4       |
| PvdD                     | –       | –       | –       | –       | –       | –       | –       | –       | 1       | 2       | 3       |
| PvdA                     | 12      | 18      | 10      | 9       | 10      | 8       | 13      | 7       | 5       | 4       | 3       |
| PPR                      | 12      | –       | 0       | –       | –       | –       | –       | –       | –       | –       | –       |
| CPN                      | 0       | –       | 0       | –       | –       | –       | –       | –       | –       | –       | –       |
| SP                       | 1       | 1       | 1       | 2       | 4       | 3       | 6       | 7       | 8       | 3       | 2       |
| CDA                      | 12      | 10      | 11      | 7       | 5       | 5       | 4       | 3       | 3       | 2       | 2       |
| Volt                     | –       | –       | –       | –       | –       | –       | –       | –       | –       | –       | 2       |
| DENK                     | –       | –       | –       | –       | –       | –       | –       | –       | –       | 2       | 2       |
| Verenigd Arnhem          | –       | –       | –       | –       | –       | –       | –       | –       | 1       | 2       | –       |
| Arnhemse Ouderen Partij  | –       | –       | –       | –       | –       | –       | –       | –       | 1       | 1       | 1       |
| ChristenUnie             | –       | –       | –       | –       | –       | 1       | 1       | 1       | 2       | 2       | 1       |
| PVV                      | –       | –       | –       | –       | –       | –       | –       | –       | –       | 2       | 1       |
| FvD                      | –       | –       | –       | –       | –       | –       | –       | –       | –       | –       | 1       |
| Pro Arnhem c             | –       | –       | –       | –       | –       | 4       | 2       | 2       | –       | –       | –       |
| Trots op Nederland       | –       | –       | –       | –       | –       | –       | –       | 1       | –       | –       | –       |
| Stadspartij Arnhem ’92   | –       | –       | –       | 2       | 1       | 1       | 0       | 0       | –       | –       | –       |
| GPV                      | 0       | 0       | 0       | 1       | 1       | –       | –       | –       | –       | –       | –       |
| RPF                      | 0       | 0       | 0       | 1       | 1       | –       | –       | –       | –       | –       | –       |
| SGP                      | 0       | 0       | 0       | –       | –       | –       | –       | –       | –       | –       | –       |
| Algemeen Ouderen Verbond | –       | –       | –       | –       | 1       | –       | –       | –       | –       | –       | –       |
| Unie 55+                 | –       | –       | –       | –       | 1       | –       | –       | –       | –       | –       | –       |
| Centrum Democraten       | –       | –       | –       | 1       | 0       | –       | –       | –       | –       | –       | –       |
| PSP                      | 2       | 1       | –       | –       | –       | –       | –       | –       | –       | –       | –       |
| Gesamt                   | 39      | 39      | 39      | 39      | 39      | 39      | 39      | 39      | 39      | 39      | 39      |

Anmerkungen

## Wappen
Beschreibung: In Blau ein goldgeständerter und so geschnäbelter silberner Doppeladler. Schildhalter sind zwei rotgezungte braune Löwen mit silberner Bewehrung auf grüner Arabeske stehend; über den Schild eine goldene Blätterkrone.

## Brücken und andere Bauwerke

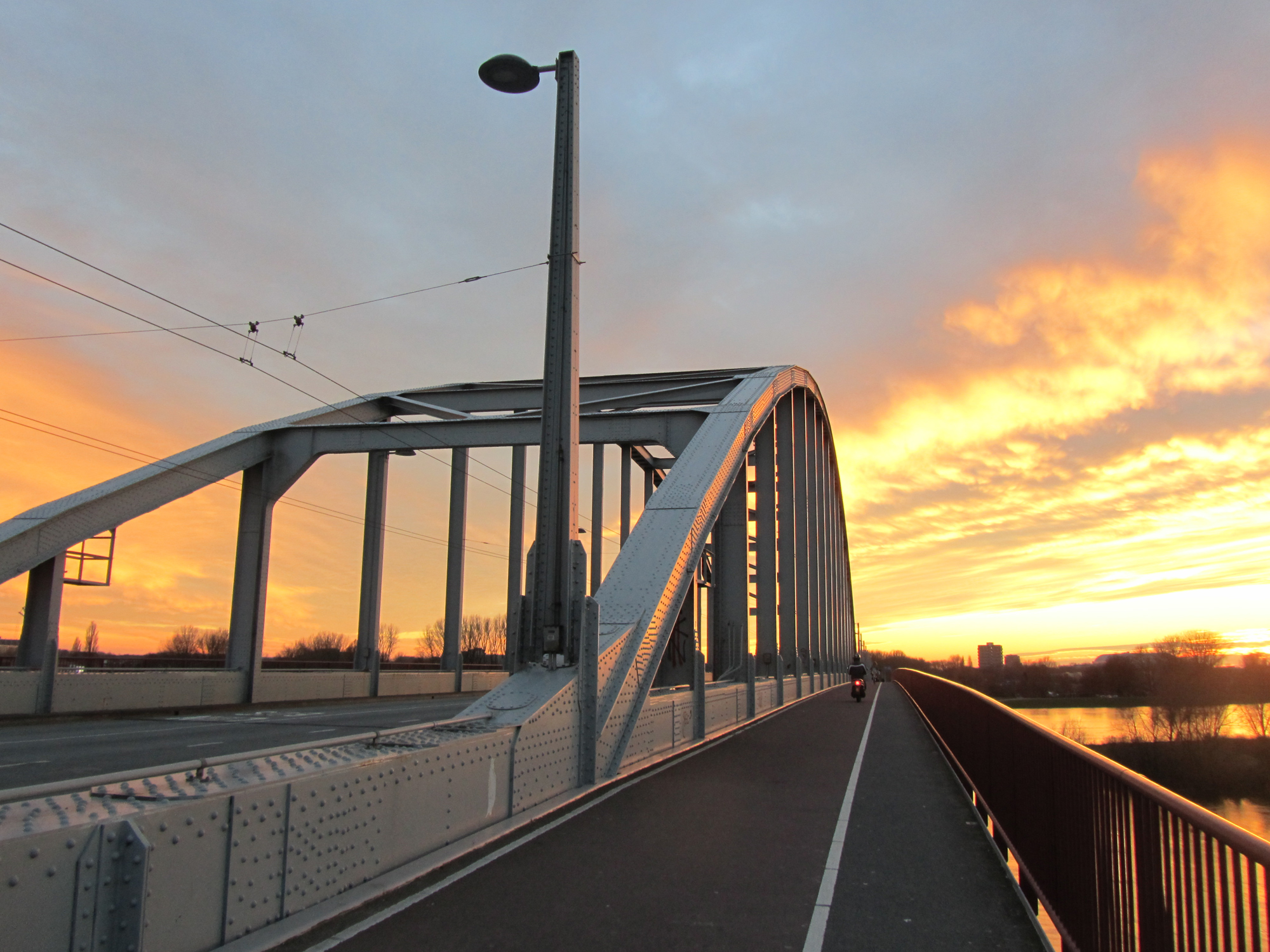
Arnhem, John-Frost-Brücke

Schon 1603 wurde die Schiffbrücke Arnheim eingerichtet, die, vielfach erneuert, bis 1935 in Betrieb blieb.
Die beiden Brücken über den Nederrijn in der Nähe der Innenstadt werden vielfach noch Oude Rijnbrug (Alte Rheinbrücke, John-Frost-Brücke, bekannt durch Die Brücke von Arnheim) und Nieuwe Rijnbrug (Neue Rheinbrücke, Nelson-Mandela-Brücke) genannt. Die vier Brücken sind stromabwärts:
- die Andrei-Sacharow-Brücke, am ‹autoweg› (Kraftfahrstraße) N325/A325,
- die John-Frost-Brücke (John Frostbrug, Name seit 1978),
- die Nelson-Mandela-Brücke von 1977, bis 1987 Roermondspleinbrug genannt
- und die Eisenbahnbrücke (Spoorbrug), die 1952 wieder aufgebaut wurde.

Der 145 m hohe Sendeturm KEMA Toren ist für Besucher nicht zugänglich.

## Sehenswürdigkeiten

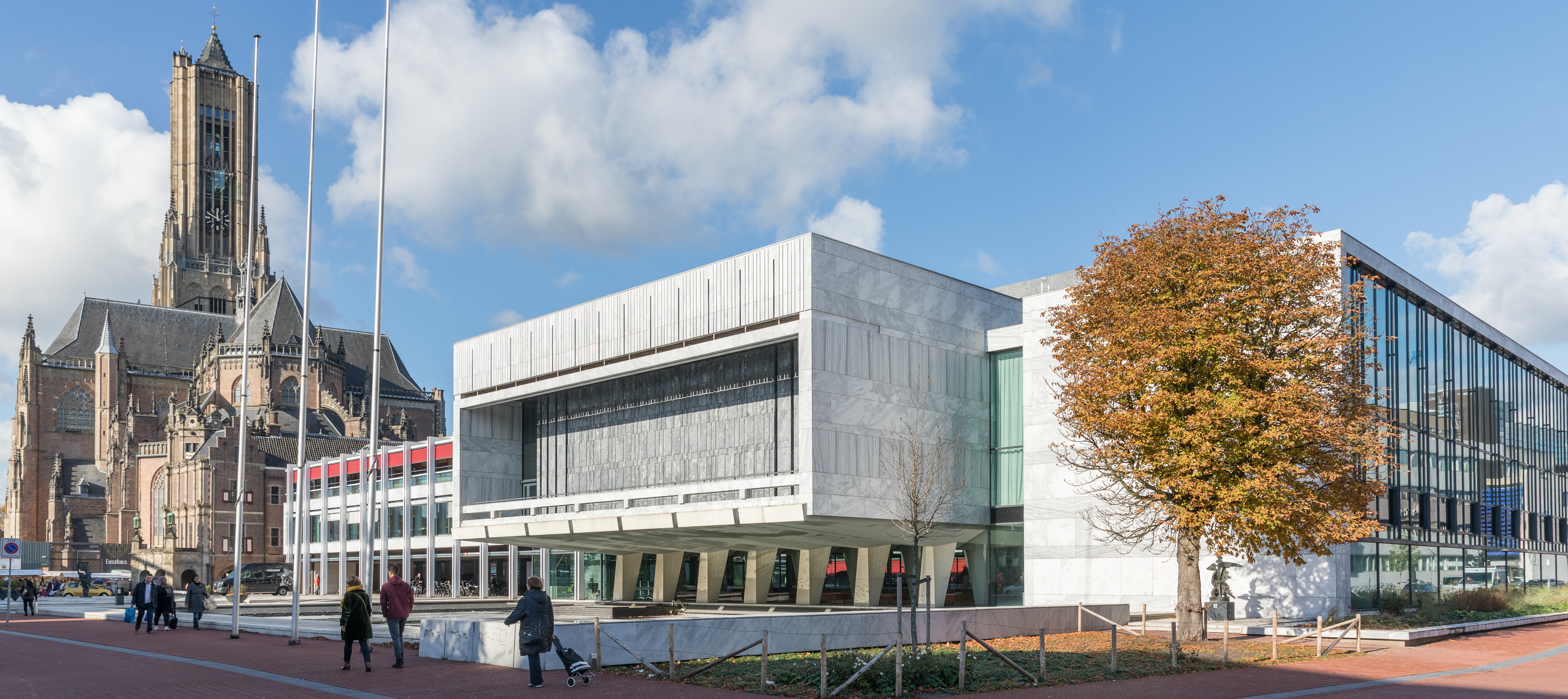
Rathaus und Eusebiuskerk

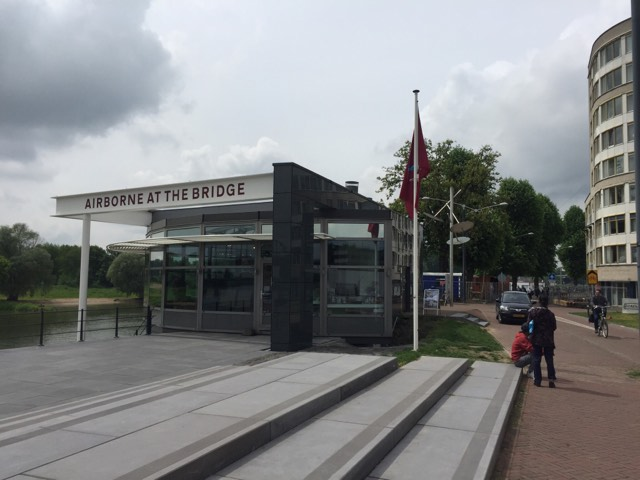
Infozentrum Battle of Arnhem

Arnhem verfügt über zahlreiche hochrangige Kultureinrichtungen.
- Das Nederlands Openluchtmuseum zeigt historische Architektur.
- Basilika Sint Walburga (Walburgisplein 1)
- Synagoge Arnhem
- Burgers’ Zoo
- Nederlands Watermuseum (Zijpendaalseweg 26–28)
- Museum Arnhem (Utrechtseweg 87)
- Eusebiuskerk (Kerkplein 1)
- Waalse Kerk
- Park Sonsbeek (Sonsbeeksingel, Zijpendaalseweg)
- Park und Burg Zijpendaal (Zijpendaalseweg)
- 39 historische Keller aus dem 13. bis 15. Jahrhundert (Rijnstraat)
- Bronbeek (Velperweg 147)
- Arnhems Oorlogsmuseum 40-45 (Kriegsmuseum, Kemperbergerweg 780)

## Verkehr

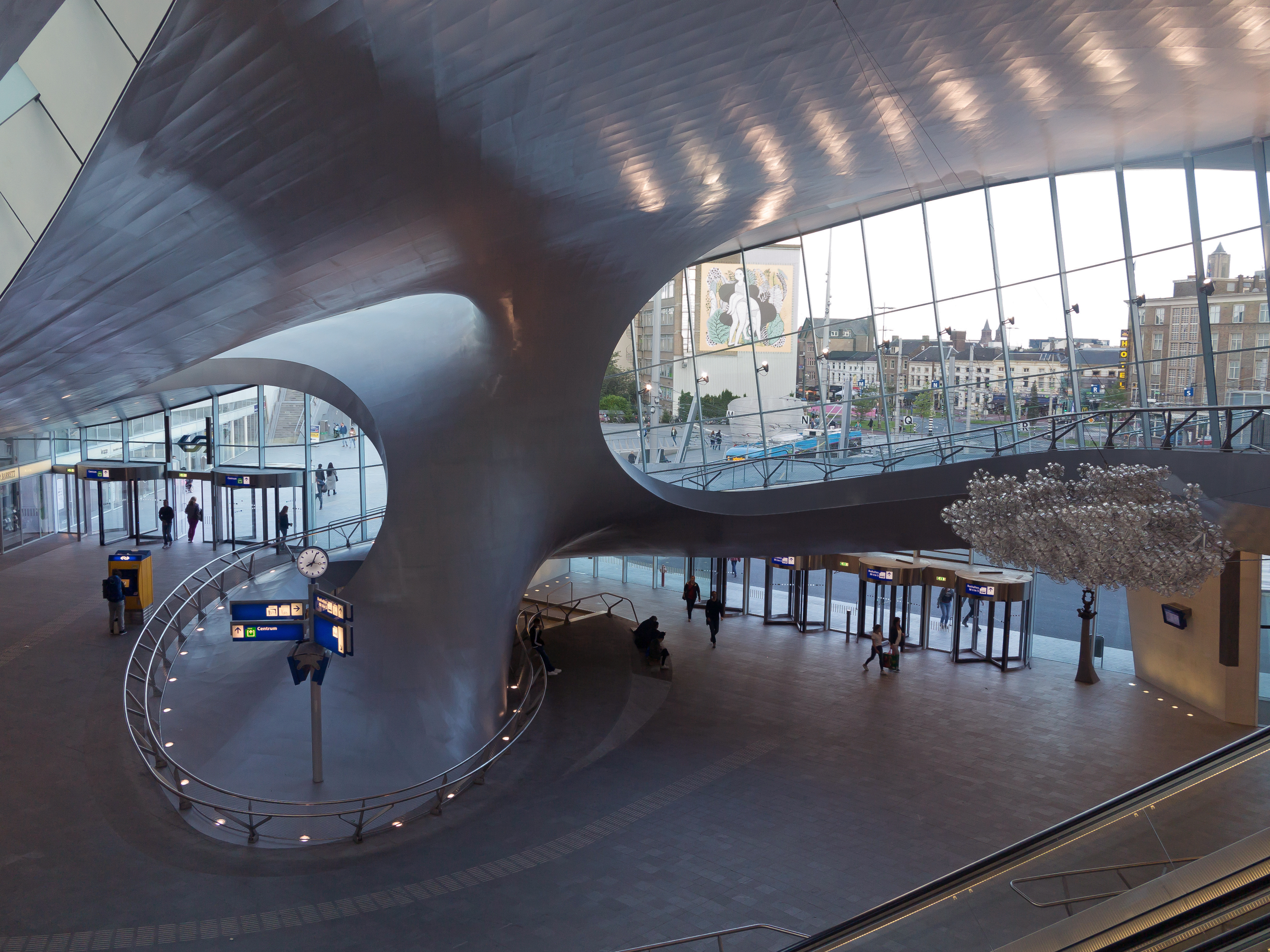
Hauptbahnhof

Der öffentliche Nahverkehr in der Region Arnhem-Nijmegen wird unter dem Markennamen breng (niederländisch für (ich) bringe) von Hermes, einem Tochterunternehmen von Connexxion betrieben. Innerhalb von Arnhem verkehren 13 städtische Buslinien, davon die Linien 1 bis 3 und 5 bis 7 als Oberleitungsbus Arnhem. Des Weiteren betreibt breng Regional-, Schnell- und Bürgerbusse.
Der Bahnhof Arnhem Centraal ist neben Eindhoven Centraal der einzige Bahnhof außerhalb der Randstad, der den Beinamen Centraal trägt (vergleichbar mit dem deutschen Hauptbahnhof), und ist ein Knotenpunkt im Eisenbahnverkehr der östlichen Niederlande. ICE-Züge nach Utrecht, Amsterdam, Duisburg, Düsseldorf, Köln, Frankfurt und Basel, sowie Intercityverbindungen in andere Landesteile der Niederlande halten hier. Die Regionalzüge werden teilweise von Arriva und breng betrieben, außerdem verbindet der Rhein-IJssel-Express (RE 19) der VIAS die Stadt mit dem Niederrhein und Düsseldorf.
Arnhem ist an zahlreiche nationale und internationale Fernradwege angeschlossen, u. a. an den Rheinradweg (die europäische EuroVelo-Route 15 von der Quelle bis zur Mündung des Rheins), und auch von Deutschland aus gut per Fahrrad erreichbar.
Die nächsten Flughäfen befinden sich in Weeze (Niederrhein) (NRN, 45 km), Eindhoven (EIN, 68 km), Amsterdam-Schiphol (AMS, 85 km), Düsseldorf (DUS, 100 km) und Rotterdam/Den Haag (RTM, 100 km).
Im Straßenverkehr wird Arnhem durch die A12, A50, A15, A325, A348, N224, N225, N310, N325 und N784 erschlossen. Um die Innenstadt verläuft zudem der 3,3 km lange Centrumring.

## Kultur

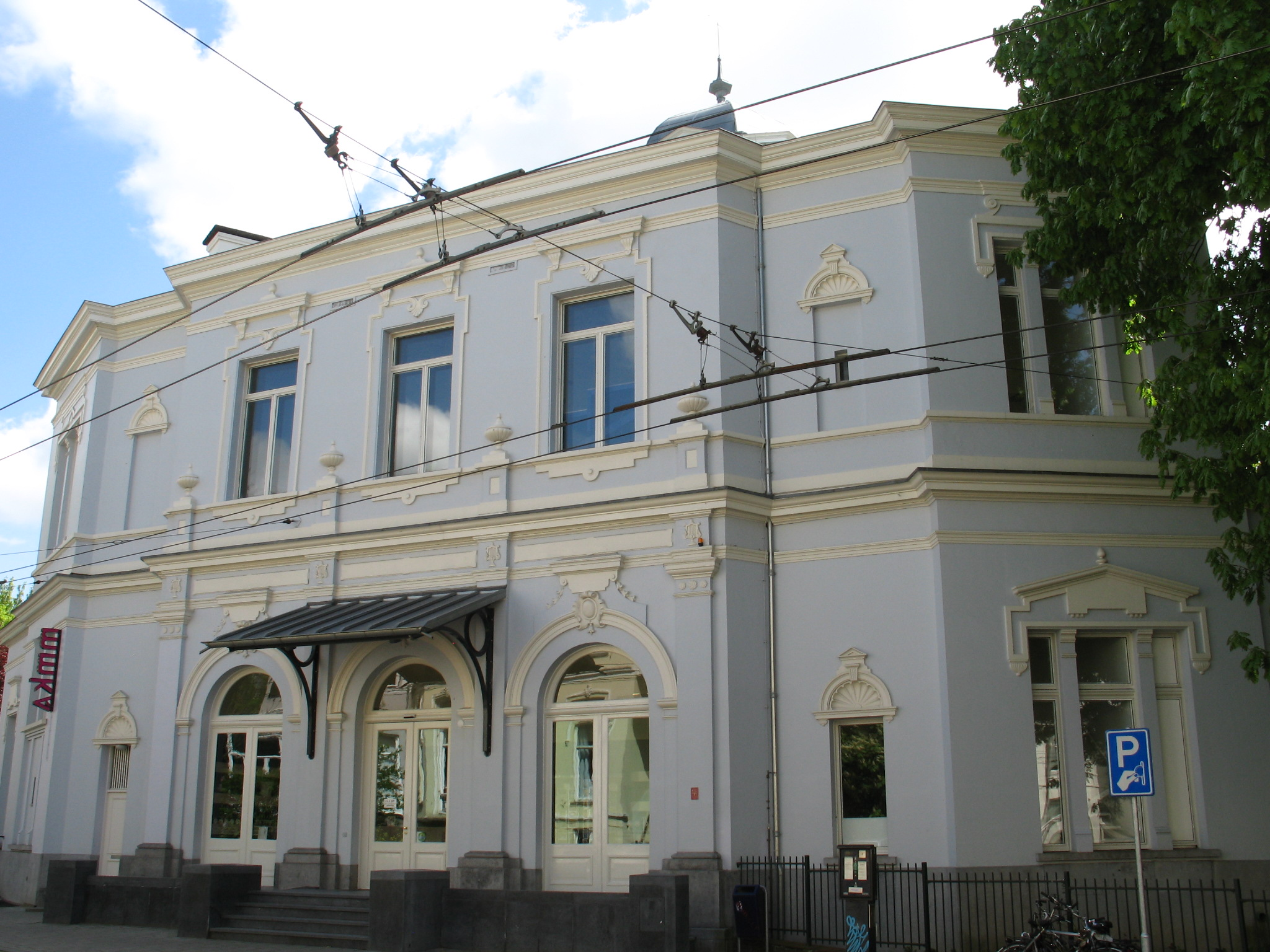
Museum voor Moderne Kunst

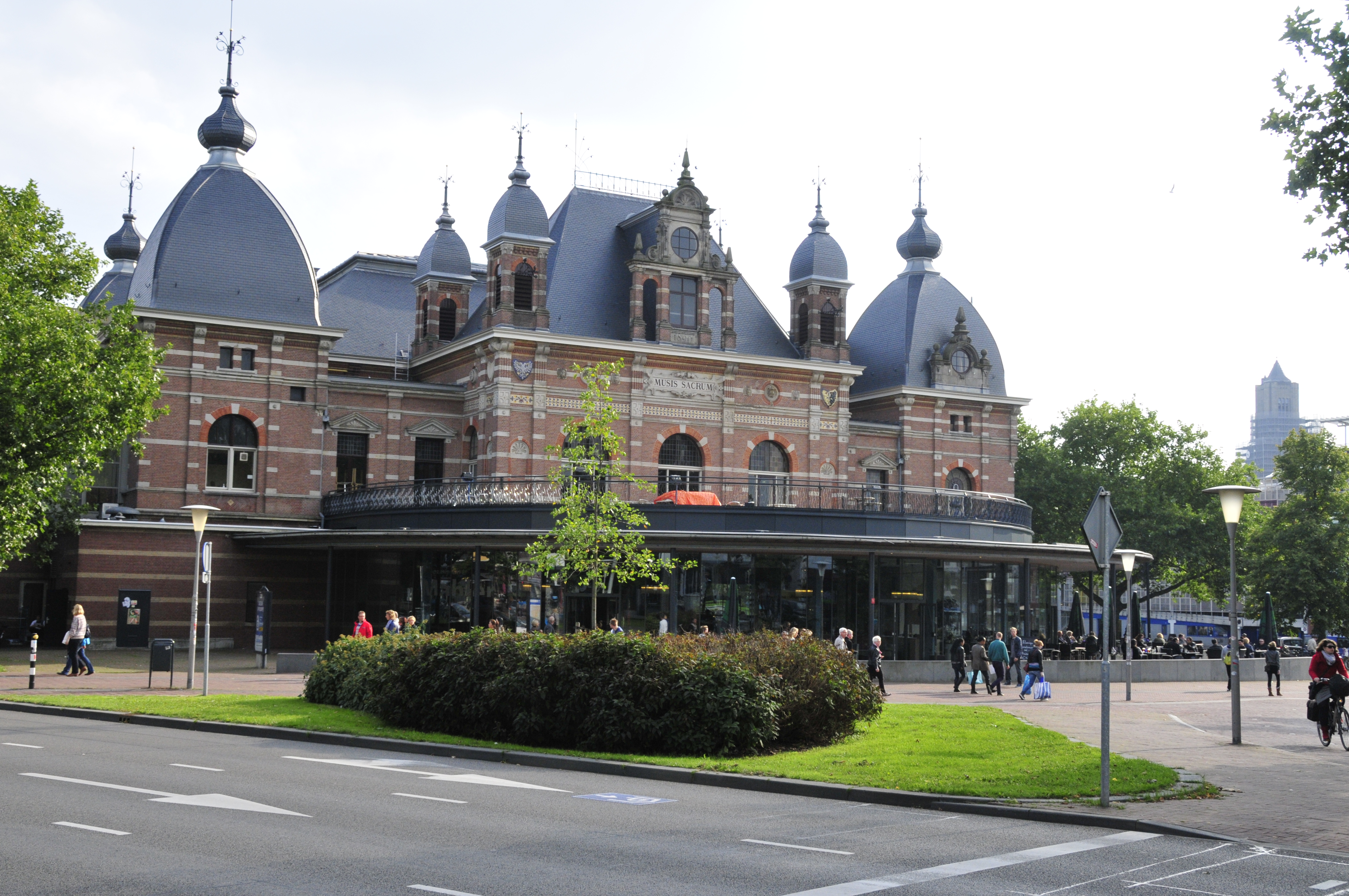
Musis Sacrum

Gemessen an der Größe der Stadt gibt es in Arnhem ein beachtliches Kulturangebot. Die Musikszene spielt sich ab im Musis Sacrum, dem Konzertgebäude, wo das Sinfonieorchester von Gelderland probt und auftritt, und wo wöchentlich Jazzkonzerte stattfinden. Seit 2008 ist das Luxor, ein ehemaliges Konzerthaus, wiederaufgebaut um das kulturelle Angebot, vor allem im Bereich der Pop- und Unterhaltungsmusik, zu ergänzen. Das Theater (Schouwburg) bietet nationalen und internationalen Kompagnien eine Plattform.
Die Kunsthochschule Arnhem (ArtEZ) ist international angesehen für ihre offen und experimentell ausgerichtete Abteilung für Jazz- und Popmusik, die zum großen Teil von deutschen Studierenden genutzt wird, ihre international ausgerichtete, renommierte Tanzabteilung, und ihre traditionsreiche Theaterabteilung. Unter anderem von Studenten organisiert, gibt es zweimal die Woche in Arnheim lokalen Live-Jazz zu hören, in den Bars „Cafe de Kroeg“ sowie dem „Stella by Starlight“.
Die Stadt organisiert einmal jährlich ein Festival für Straßenstatuen (Living Statues), und zweijährlich die Arnhemer „Modebiennale“.

## Sport
Arnheim ist Sitz des Niederländischen Sportbunds und Olympischen Komitees, des NOC*NSF, der am Westrand des Stadtgebiets das Sportförderzentrum Papendal betreibt. Die Stadt und die Anlagen in Papendal waren Ausrichter der Sommer-Paralympics 1980.
Bekanntester Sportverein der Stadt ist der Fußballklub Vitesse Arnhem, der in der niederländischen Ehrendivision spielt, und 2017 erstmals Niederländischer Pokalsieger wurde.
Im Jahr 2000 fanden in Arnhem einige Spiele der Fußball-Europameisterschaft im GelreDome, dem Heimstadion von Vitesse Arnhem statt.

## Städtepartnerschaften
Partnerstädte von Arnheim sind und waren:
 Croydon (Vereinigtes Königreich), seit 1985
 Gera (Deutschland), seit 1987
 Wuhan (Volksrepublik China), 1999–2021

## Persönlichkeiten

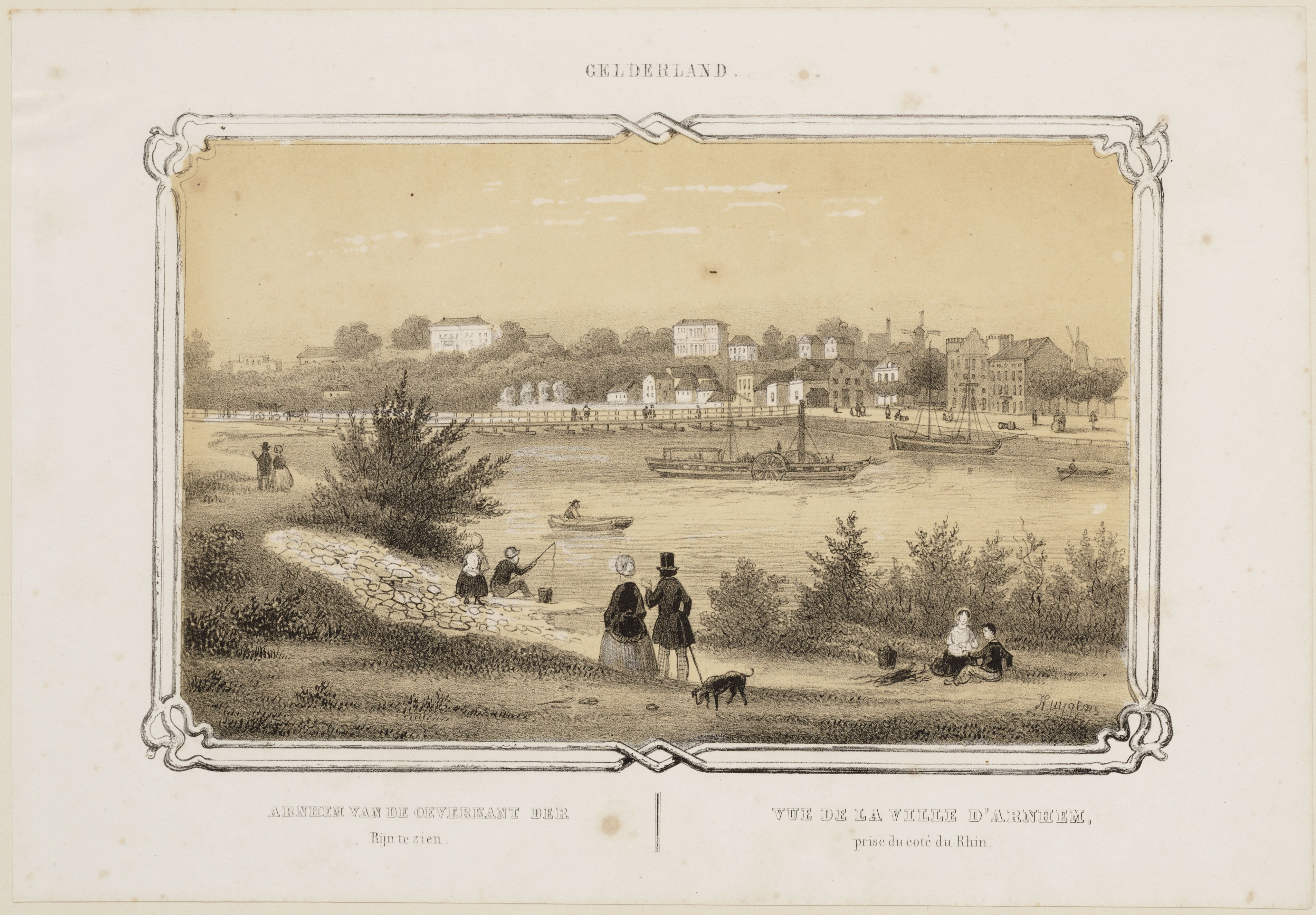
Arnhem (1860)

### Söhne und Töchter der Stadt
- Christoph Brouwer (1559–1617), Jesuit und Historiker
- Petrus de Greve (1621–1677), Rechtswissenschaftler, Hochschullehrer und -rektor
- Theodorus Rijcke (1640–1690), Historiker und Rhetoriker
- Jacobus Le Mort (1650–1718), Chemiker und Mediziner
- Everard Scheidius (1742–1794), reformierter Theologe, Philologe und Orientalist
- Gerrit Johan van Leeuwen (1758–1825), Blumenmaler
- Cornelis Adrianus van Enschut (1778–1835), Rechtswissenschaftler
- Willem Troost (1812–1893), Landschaftsmaler und Lithograf
- Jan Hendrik Donker Curtius (1813–1879), Leiter der niederländischen Handelsstation Dejima in Japan
- Johannes Hinderikus Egenberger (1822–1897), Maler und Fotograf
- Barend Leonardus Hendriks (1830–1899), Porträtmaler, Zeichner und Lithograf
- Sara Hendriks (1846–1925), Malerin
- Xavier Stracké (1850–1888), Bildhauer
- Hendrik Antoon Lorentz (1853–1928), Mathematiker und Physiker
- Louis Stracké (1856–1934), Maler und Grafiker
- George August Alexander Alting von Geusau (1864–1937), Offizier und Politiker
- Dorothea Arnoldine von Weiler (1864–1956), Malerin
- Willem Jan Willemsen (1866–1914), Maler
- Louis de Leeuw (1875–1931), Maler, Karikaturist, Plakatkünstler und Lithograf
- August Adriaan Pulle (1878–1955), Botaniker
- Guus Lutjens (1884–1974), Fußballspieler
- Marinus van Rekum (1884–1955), Tauzieher und olympischer Silbermedaillengewinner
- Antonius van Loon (1888–1962), Tauzieher und olympischer Silbermedaillengewinner
- Cornelis J. Bute (1889–1979), Organist, Carilloneur und Komponist
- Wilhelmus Johannes Bekkers (1890–1957), Tauzieher und olympischer Silbermedaillengewinner
- Henk Janssen (1890–1969), Tauzieher und olympischer Silbermedaillengewinner
- Willem van Loon (1891–1975), Tauzieher und olympischer Silbermedaillengewinner
- Willem van Rekum (1892–1961), Tauzieher und olympischer Silbermedaillengewinner
- Marie Anne Tellegen (1893–1976), Juristin und Frauenrechtlerin
- Johannes Hengeveld (1894–1961), Tauzieher und olympischer Silbermedaillengewinner
- Bernard Wagenaar (1894–1971), US-amerikanischer Komponist und Geiger
- Charlotte van Pallandt (1898–1997), Bildhauerin
- Eduard van Beinum (1900–1959), Dirigent
- Ida Falkenberg-Liefrinck (1901–2006), Innenarchitektin und Designerin
- Josephus Joannes Maria van der Ven (1907–1988), Rechtswissenschaftler
- Truus van Aalten (1910–1999), Schauspielerin
- Trix Terwindt (1911–1987), Widerstandskämpferin und Geheimagentin des britischen Geheimdienstes während des Zweiten Weltkriegs
- Marga Klompé (1912–1986), Politikerin
- Margaretha Ferguson (1920–1992), Journalistin
- Riet Neerincx (1925–2012), Schmuckdesignerin
- Schimon Bar-Efrat (1929–2010), israelischer Bibelwissenschaftler
- Ien Dales (1931–1994), Politikerin
- Paul Maas (* 1939), Botaniker
- Rudolf Jansen (1940–2024), Pianist und Liedbegleiter
- Klaas Anthony Worp (* 1943), Papyrologe
- Kees Schoonenbeek (* 1947), Komponist und Organist
- Hans Münstermann (* 1947), Schriftsteller
- De Aal (* 1949), Schlagersänger
- Emile Ratelband (* 1949), Motivationstrainer
- Evert Fraterman (* 1950), Schlagzeuger
- Bob Versteegh (* 1950), Pianist und Musikpädagoge
- Herman Koch (* 1953), Schriftsteller
- Rik Toonen (* 1954), Wasserballspieler
- Hans van Zeeland (* 1954), Wasserballspieler
- Thom Willems (* 1955), Komponist
- Willem van de Sande Bakhuyzen (1957–2005), Regisseur
- Alette Pos (* 1962), Hockeyspielerin
- Roberto Straal (* 1966), Fußballspieler
- Jeroen Boere (1967–2007), Fußballspieler
- Leo Peelen (1968–2017), Radsportler
- Mike Starink (* 1970), Hörfunk-/Fernsehmoderator und Schauspieler
- Mirjam Melchers (* 1975), Radrennfahrerin
- Linda Wagenmakers (* 1975), Schauspielerin und Sängerin
- Steven Verschuur (* 1977), Jurist
- Erica van Lente (* 1979), Politikerin (PvdA)
- Andy van der Meyde (* 1979), Fußballspieler
- See Siang Wong (* 1979), Pianist
- Theo Janssen (* 1981), Fußballspieler
- Kenny van Hummel (* 1982), Radrennfahrer
- Nicky Hofs (* 1983), Fußballspieler
- Marijtje Rutgers (* 1987), Schauspielerin
- Nina Spijkers (* 1988), Schauspielerin und Regisseurin
- Nacer Barazite (* 1990), Fußballspieler
- Estavana Polman (* 1992), Handballspielerin
- Robin Pröpper (* 1993), Fußballspieler
- Robin Schoenaker (* 1995), Handballspieler
- Kenneth Paal (* 1997), Fußballspieler
- Rutger ten Velde (* 1997), Handballspieler
- Eveline Saalberg (* 1998), Leichtathletin
- Ferdi Kadıoğlu (* 1999), Fußballspieler
- Jimmy Kaparos (* 2001), Fußballspieler
- Noa Pothoven (2001–2019), Aktivistin und Autorin
- Daan Huisman (* 2002), Fußballspieler
- Blnd Hassan (* 2003), irakisch-niederländischer Fußballspieler
- Jeleaugh Rosa (* 2004), Fußballspielerin
- Eser Gürbüz (* 2007), Fußballspieler

### Mit der Stadt verbundene Personen
- Raschid Ben Ali (* 1978), niederländischer Maler, absolvierte hier einen Teil seiner Ausbildung
- Martin Böcker (* 1958), deutscher Organist, absolvierte hier einen Teil seiner Ausbildung
- Michiel Braam (* 1964), niederländischer Musiker und Komponist, unterrichtet am örtlichen Konservatorium
- René Creemers (* 1959), niederländischer Musiker, unterrichtete am örtlichen Konservatorium
- Christian Doepke (* 1966), deutscher Musiker, absolvierte hier einen Teil seiner Ausbildung
- Axel Dörner (* 1964), deutscher Musiker und Komponist, absolvierte hier einen Teil seiner Ausbildung
- Johannes Grevius (1584–1622), deutscher Theologe, arbeitete hier als Pfarrer
- Audrey Hepburn (1929–1993), Schauspielerin niederländischer Herkunft, lebte hier während des Zweiten Weltkriegs
- Florentijn Hofman (* 1977), niederländischer Künstler, hier wohnhaft und arbeitend
- Jacob de Kempenaer (1793–1870), niederländischer Politiker, hier verstorben
- Aadriaan Cornelis van Leeuwen (1887–1991), niederländischer Komponist und Dirigent, hier verstorben
- Ernst Leffmann (1899–1972), deutsch-niederländischer Jurist und Fabrikant, lebte hier seit 1933 bis zu seinem Tod
- Ehrenfried Leichel (1828–1905), deutsch-niederländischer Orgelbauer, hier verstorben
- Mark Manders (* 1968), niederländischer Künstler, hier wohnhaft
- Pieter J. R. Modderman (1919–2005), niederländischer Archäologe, hier verstorben
- Adolf von Neuenahr (1545–1589), niederländischer Statthalter, hier verstorben
- Marcus Schinkel (* 1968), deutscher Musiker, absolvierte hier einen Teil seiner Ausbildung
- Jan Taminiau (* 1975), niederländischer Modedesigner, absolvierte hier einen Teil seiner Ausbildung
- Johan Wagenaar (1862–1941), niederländischer Komponist und Organist, war hier als Chordirigent tätig
- Ita Wegman (1876–1943), niederländische Ärztin und Anthroposophin, absolvierte hier einen Teil ihrer Schulausbildung